# 33-й Єлецький піхотний полк
33-й Єлецький піхотний полк (рос. дореф. 33-й пѣхотный Елецкій полкъ) — військова частина (піхотний полк) Російської імператорської армії у 1763—1918 роках. 
За часів свого існування полк був: пішим (1763—1769), піхотним (1769—1796, 1811—1918), мушкетерським (1796—1811).
- Старшинство — 15 грудня 1763 року.

- Полкове свято — День Святої Трійці.

## Дислокація
- XVIII століття — Українська лінія;
- 1820 рік — місто Єльня, Смоленська губернія. Другий батальйон полку на поселенні в Могильовській губернії;
- 1914 рік — місто Полтава.

## Історія

### Ландміліцький полк (1713—1763)
Єлецький кінний полк Української ландміліції створений у 1729 році за часів генерал-фельдмаршала Мініха серед інших 20 ландміліцьких полків.
У 1731 році, почалося будівництво фортець Української оборонної лінії де передбачалось розмістити 20 ландміліцьких полків. Єлецький ландміліцький полк не був поселений на Українській лінії.
1763 року 20 ландміліцьких полків було перетворено на 10 піших полків та один кінний полк — Борисоглібський драгунський. 11 полків склали Українську дивізію. 
У 1770 році піхотні ландміліцькі полки увійшли до складу армії, а сам Український корпус було скасовано. З 11-ти ландміліцьких полків чотири зберегли свої назви (33-й Єлецький, 34-й Севський, 70-й Рязький та 71-й Бєльовський), інші увійшли до складу інших полків. 

### Піхотний полк (1763—1918)
15 грудня 1763 року, серед піших полків Українського корпусу, було сформовано Єлецький полк Українського корпусу (піший), у складі 2-х батальйонів. Кожен батальйон налічував: 1 гренадерську та 5 мушкетерських рот. Полк було включено до числа піших полків Українського корпусу.
16.01.1769 р. — Єлецький піхотний полк.
29.11.1796 р. — Єлецький мушкетерський полк.
5.01.1798 р. — мушкетерський генерал-майора Вадковського полк.
15.10.1799 р. — мушкетерський генерал-майора де Жерве полк.
30.10.1799 р. — мушкетерський генерал-майора Вітовтова полк.
4.07.1800 р. — мушкетерський генерал-майора Юхимовича полк.
31.03.1801 р. — Єлецький мушкетерський полк, одним з перших піших полків, у 1810—1812 роках, став поселеним, був дислокований як військове поселення у Могильовській губернії, при цьому місцеве населення з полкової території мало бути виселене у південні губернії імперії. Ці наміри не були повністю здійснені через початок Французько-російської війни 1812 року.
1812 р. — під час Французько-російської війни Єлецький і Полоцький піхотні полки складали 2-гу бригаду 11-ї піхотної дивізії 4-го піхотного корпусу генерал-лейтенанта графа Шувалова, 1-ї Західної армії генерала від інфантерії Барклая-де-Толлі.
28.01.1833 р. — приєднаний 21-й єгерський полк. Приведено до складу 6 батальйонів.
10.03.1854 р. — при полку сформовані 7-й і 8-й батальйони.
23.08.1856 р. — 4-й батальйон полку перейменований на резервний, а 5-8-й батальйони розформовані.
6.04.1863 р. — 4-й батальйон та безстрокововідпускні 5-го та 6-го батальйонів відраховані на формування Пензенського резервного піхотного полку.
25.03.1864 р. — 33-й піхотний Єлецький полк.

## Повстання Єлецького полку 1906 року
Події розгорталися під час революції 1905 -1907 рр. 
Увечері 28 травня 1906 р. солдати в казармах полку влаштували демонстрацію, у якій взяли участь 4 роти. Напередодні - в суботу 27 травня за містом, недалеко від казарми, відбувся мітинг, учасниками якого головним чином, були солдати. Безпосереднім приводом до демонстрації і виступу послужили обмеження вільного виходу із казарми у вечірній час та арешт 10 солдатів й утримання їх під вартою за пропаганду революційних ідей. Озброївшись гвинтівками з бойовими патронами, солдати самовільно залишили казарму і вийшли на вулицю, вимагали від офіцерів звільнення заарештованих товаришів, увільнення запасних, які повернулися з Далекого Сходу, скасування обмежувальних порядків в казармі, поліпшення харчування та свого становища. 
Поліцмейстер, який прибув на місце виступу, був зустрінутий окриками солдатів і змушений був негайно поїхати, а прибула сотня козаків, побачивши озброєні частини піхоти, повернулася в свої казарми. 
Наступного дня вранці близько 600 солдатів Єлецького полку зібралися на Сінній площі і, запросили начальника дивізії, пред'явили йому свої вимоги, серед яких на першому місці було увільнення солдатів служби 1903. З музикою і червоними прапорами повсталі рушили вулицями міста до казарм 34-го Сєвського піхотного полку, але останній та інші частини були в цей час вишикувані на площі. Не знайшовши контакту з сєвцями, повсталі повернули знову до своїх казарм, куди направилися командир полку та офіцери, щоб навести порядок. Але власними силами їм цього зробити не вдалося. Командування Київського військового округу направило до Полтави війська, сюди прибув сам командуючий, і виступ придушили. До слідства було притягнуто всіх солдатів полку. Засуджено 26 чоловік. Повстання Єлецького полку мало вплив на солдатів інших частин. 15.07.1906 у Полтаві повстали 1-й батальйон 34 Сєвського піхотного полку і 9-а арт. бригада.

## Знаки розрізнення

### Офіцери
| Опис                 | Знаки розрізнення на 1874—1904 рр. | Знаки розрізнення на 1874—1904 рр. | Знаки розрізнення на 1874—1904 рр. | Знаки розрізнення на 1874—1904 рр. | Знаки розрізнення на 1874—1904 рр. | Знаки розрізнення на 1874—1904 рр. | Знаки розрізнення на 1874—1904 рр. | Знаки розрізнення на 1874—1904 рр. |
| -------------------- | ---------------------------------- | ---------------------------------- | ---------------------------------- | ---------------------------------- | ---------------------------------- | ---------------------------------- | ---------------------------------- | ---------------------------------- |
| Погони               |                                    |                                    | [ 2 ]                              |                                    |                                    |                                    |                                    |                                    |
| Класний чин / Звання | Полковник                          | Підполковник                       | Майор                              | Капітан                            | Штабс-капітан                      | Поручник                           | Підпоручник                        | Прапорщик                          |
| Група                | Штаб-офіцери                       | Штаб-офіцери                       | Штаб-офіцери                       | Обер-офіцери                       | Обер-офіцери                       | Обер-офіцери                       | Обер-офіцери                       | Обер-офіцери                       |

| Опис        | Знаки розрізнення на 1904—1909 рр. | Знаки розрізнення на 1904—1909 рр. | Знаки розрізнення на 1904—1909 рр. | Знаки розрізнення на 1904—1909 рр. | Знаки розрізнення на 1904—1909 рр. | Знаки розрізнення на 1904—1909 рр. | Знаки розрізнення на 1904—1909 рр. | Знаки розрізнення на 1904—1909 рр. |
| ----------- | ---------------------------------- | ---------------------------------- | ---------------------------------- | ---------------------------------- | ---------------------------------- | ---------------------------------- | ---------------------------------- | ---------------------------------- |
| Погони      |                                    |                                    |                                    |                                    |                                    |                                    |                                    |                                    |
| Класний чин | Полковник                          | Підполковник                       | Капітан                            | Штабс-капітан                      | Поручник                           | Підпоручник                        | Підпоручник запасу                 | Прапорщик                          |
| Група       | Штаб-офіцери                       | Штаб-офіцери                       | Обер-офіцери                       | Обер-офіцери                       | Обер-офіцери                       | Обер-офіцери                       | Обер-офіцери                       | Обер-офіцери                       |

### Нижні чини
| Описание              | Знаки розрізнення на 1874—1918 рр. | Знаки розрізнення на 1874—1918 рр. | Знаки розрізнення на 1874—1918 рр. | Знаки розрізнення на 1874—1918 рр. | Знаки розрізнення на 1874—1918 рр. |
| --------------------- | ---------------------------------- | ---------------------------------- | ---------------------------------- | ---------------------------------- | ---------------------------------- |
| Погони                |                                    |                                    |                                    |                                    |                                    |
| Воинское звание / Чин | Фельдфебель                        | Старший унтер-офіцер               | Молодший унтер-офіцер              | Єфрейтор                           | Рядовий                            |
| Група                 | Унтер-офіцери                      | Унтер-офіцери                      | Унтер-офіцери                      | Рядові                             | Рядові                             |

## Відзнаки
- Полковий Георгіївський прапор з написами: «За Севастополь у 1854 та 1855 роках» та «1763—1863», з Олександрівською ювілейною стрічкою;
- Гренадерський бій. Наданий за маневри під Нарвою у 1797 році;
- Знаки на головні убори з написом: «За Варшаву 25 і 26 серпня 1831». Надані 6.12.1831 року;
- Георгіївські труби з написом: «За взяття турецьких редутів під Шипкою 27 та 28 грудня 1877 року». Надано 17.04.1878 року;
- Похід за військову відзнаку. Наданий 8.02.1907 року за участь у російсько-японській війні 1904—1905 років.

## Однострій

### Однострій 1736 року
Мундир ландміліцьких полків складався з білих каптанів з червоною обробкою, червоних камзолів, козлових штанів, білих і чорних капелюхів — все на кшталт армійських. У кінному строю ландміліціонери використовували чоботи з клапанами, накладними шпорами і штибель-манжетами, а в пішому — черевики зі штиблетами з грубого полотна. Гренадери замість капелюхів мали білі гренадерські високі шапки-ковпаки з червоною обробкою і мідною бляхою на лобі з гербом полку — також за типом армійських. 

### Французько-російська війна 1812 року
Однострої піхотного зразка, окрім піхоти носили у пішій артилерії, а також піонерні та морські полки. 
Мундир з темно-зеленого сукна, піхотного типу, двобортний, до талії (без юбки), який мав позаду фалди. Комір зрізаний під прямим кутом, застібався до верху на три гачки. Лівий борт мундиру, заходив на правий і застібався на шість пласких металевих ґудзиків. На лівий борт симетрично нашивалися такі ж ґудзики. Рукав мундиру закінчувався обшлагом, на який перпендикулярно нашивався клапан з 3 ґудзиками. Мундир мав два погони, зрізані у коміра кутом; цією стороною погон застібався на ґудзик. Фалди мундиру мали відвороти, які звужувалися у талії, а позаду вигиналися настільки, щоб кути відворотів зійшлися поміж собою і в цьому місці нашивався ґудзик. Такі ж ґудзики нашивалися позаду на ліфі, у місці приєднання фалд, у шов спинки. 
Колір коміра, погон, клапанів і обкладки фалд був по полкам та по роду зброї, а саме: комір, обшлага і обкладка фалд в полках важкої піхоти — червоний, єгерських полках – темно-зелені, з червоною облямівкою по вільному краю. У морських полках облямівка замість червоної, була біла. У артилерії та піонерів ті ж частини мундирів були чорні з червоною облямівкою по зовнішньому краю. Рукавні клапани у полків важкої піхоти були темно-зелені без облямівки, у єгерів, артилерії, піонерів, такі ж самі, але з червоною облямівкою; у морських полках облямівка клапану була біла.
Погони у всіх гвардійських та гренадерських полках, а також в перших піхотних та морських полках дивізії — червоні, в других — білі, в третіх — жовті, в четвертих — темно-зелені з червоною облямівкою по вільному краю. У перших єгерських полків дивізії погони були — жовті, у других — світло-сині. В артилерії погони були червоні, а у піонерів в першому полку — червоні, в другому — білі. Металевий прибор у піонерів білий (олов'яні ґудзики), у інших частин — жовтий (мідні ґудзики). В армійських частинах на погон нашивалася цифра з шнура: на жовтих та білих погонах — з червоного шнура; на червоних, світло-синіх, темно-зелених погонах — з жовтого шнура. В гренадерських полках, на погоні нашивалася перша літера назви полку, а в піхотних, єгерських, морських полках — номер дивізії. В артилерії нашивався номер роти з додаванням першої літери назви («Б» — батарейні роти, «Л» — легкі роти, «П» — понтонні роти). В піонерських полках: в першому — 1П, в другому — 2П. Знаком розрізнення гвардійців та лейб-гренадер, були басонні петлиці в два ряди на комірі та в три ряди на клапані обшлагу (гвардія — жовті, лейб-гренадери — білі). 
Панталони зимні суконні, вузькі: у важкої піхоти — білі без облямівки, у єгерських і морських полків — темно-зелені з облямівкою по шву (у перших червона, у других — біла), у артилерії — темно-зелені без облямівки, у понтонних ротах та піонерських полках — сірі без облямівки. Літні панталони у всіх однакові, білі полотняні.     
Ківера на початку 1812 року встановлені низькі з розвалом та вигином у верхній частині. Ковпак був з чорного сукна, дно, верхній та нижній краї обшиті шкірою. Попереду, шкіряний козир, посередині герб, зверху ріпійок-кокарда. З боків застібки у вигляді паску, з нашитою металевою лускою. Етишкети були в піхоті були білі, в артилерії і піонерських полках — червоні. Ріпійки були овальні, кольору окремого в кожній роті. В полках гвардійської важкої піхоти і в гренадерських полках всі нижні чини, а в піхотних та єгерських полках чини гренадерських взводів, гренадерських рот, мали на ківерах високі чорні, закруглені зверху султани. Султани вставлялися позаду ріпійка. Герб був зі штампової жерсті у піонерів, жовтої міді — у інших армійських частин. В гренадерських і морських полках, а також в гренадерських ротах піхотних та єгерських полків і саперних ротах піонерських полків — гренади були з трьома полум'ями; в інших ротах — з одним полум'ям; гвардійській піхоті гербом слугував орел зразку 1808 року з червоної міді. У гвардійській артилерії гербом слугував орел з арматурою з гармат та ядер, в армійській артилерії гренада з одним полум’ям, зі схрещеними гарматами зверху.  
Фуражні кашкети були суконні, з тулією темно-зеленого сукна та кольоровою околією (важка піхота — червоний, морська та єгерські полки — темно-зелений, у піонерів та артилерії — чорний). Облямівка поверху кашкета та околі, особливого для кожної роти, поєднання. На околію кашкета нашивався номер і початкова літера назва роти (для гвардійських «Гр.Р.», для інших «Р.»). 
Шинель грубого сірого сукна, однобортна, застібалася на сім ґудзиків Шинель мала стоячий комір, як у мундиру (в гвардії без петлиць). 
Унтер офіцери мали галунну обшивку (колір відповідав металевому прибору), по вільному краю коміра і обшлагів мундиру. В тих частинах де військовики мали султани на ківерах, унтер-офіцери їх мали також, але не суцільно чорні, а з білим верхів’ям та вертикальною помаранчевою смужкою. Ріпійки на ківері, були не кольорові, а діагонально розділені на чотири частини (верхня та нижня — сірі, ліва та права — білі).
Нестройові чини, мали особливий однострій: кашкет з козирком, однобортний мундир (з 6 ґудзиками) та чакчири — все сірого сукна. По околі та тулії кашкету, по вільному краю коміра, обшлагів, обшлажних клапанів мундиру і по шву чакчир — облямівка відповідного кольору. Така ж облямівка нашивалася з обох боків на сірій стрічці, яка нашивалася на відвороти фалд і по краям дворядного сірого лампасу на чакчирах. Колір облямівки був: червоний — важка піхота, темно-зелений — легка піхота, чорна — спеціальні війська. Погони були лише в гвардії (в піхоті кольору околі кашкетів стройових чинів, в артилерії — червоні). В гвардії також нашивалися петлиці: один ряд — комір, три ряди — облажні клапани. Нестройові унтер-офіцерського звання, носили такі ж галуни як і стройові унтер-офіцери. 
Офіцерський мундир, був того ж крою, що і у нижніх чинів. Але замість погон на ньому були еполет, для пристібання яких на комірі було передбачено ґудзика біля коміру, а поперек плеча нашивався контр-погон з мундирного сукна. Ґудзики мундирів були золотисті чи сріблясті. Мундири гвардійських та лейб-гренадерських офіцерів мали особливе шиття чи петлиці на комірах та на клапанах обшлагів. Вигляд шиття та петлиць в кожній гвардійській чи лейб-гренадерській частині був особливий. Еполети були кольору металевого прибору, поле еполету: в гвардії з золоченої рогожки, в інших частинах суконне, кольору погонів нижніх чинів. Літери і цифри на еполетах, такі ж самі як на погонах у нижніх чинів, але з срібного чи золотого шнура. Виток навколо широкої часті еполету був дворядний у піхоті (внутрішній тонкий, зовнішній широкий) та однорядний широкий в артилерії та у піонерів. Еполети штаб-офіцерів мали тонку бахрому (як внутрішній виток), а генералів грубу бахрому (як зовнішній виток). Ківера офіцерів, аналогічні тим, що використовували нижні чини, але металевий прибор визолочений чи висріблений, кокарда срібна, з вензелем імператора на чорно-помаранчевому тлі. В полках і відділках які мали султани на ківерах, офіцери також мали чорні султани, як у рядових. Офіцерський кашкет, як у нижніх чинів, але без ротних облямівок, номеру роти, а також мав козирок. Офіцерський капелюх мав галунну петлицю, в нижній частині якої розміщувався ґудзик, також кокарду у вигляді чорної розетки з помаранчевою облямівкою. Зверху капелюху був чорний султан з пір'я півня. Офіцери поза строєм одягали темно-зелені сюртуки та панталони. Офіцерські сюртуки, темно-зеленого мундирного сукна, покрою як мундир, але поли були нижче коліна. Обшлаги сюртуків, без клапанів, кольору як і на мундирі. Шинелі, як у нижніх чинів, але без погонів. Штаб-офіцери мали еполети з бахромою та золочений нагрудний знав (горжет). Обер-офіцери мали еполети без бахроми, чин офіцера вказувався по комбінації матеріалів (золото та срібло) поля та кайми офіцерського знаку, орла на офіцерському знакові. Генерали ківерів та нагрудних знаків не носили, на еполетах була товста бахрома. 
Чини Єлецького піхотного полку, мали на темно-зеленому мундирі червоні коміри, обшлаги (з темно-зеленими клапанами), відвороти фалд. Погони нижніх чинів та поле офіцерського еполету були білого кольору (як у 2-го полку дивізії) на якому була цифра (номер дивізії) «11». 

## Емблеми полку

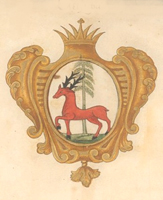
Герб Єлецького полку за гербовником 1730 року

### Гербовник Мініха
У 1727 році, з ініціативи обер-директора над фортифікацією генерала Мініха, полкам Російської армії (які називалися іменами шефів) повернули «територіальні» назви. Виникло питання про прапори для полків. 8 березня 1730 року Військова колегія отримала від Урядового Сенату повідомлення, що ці герби затверджені, і розпорядження виготовити полкові прапори з малюнками з Прапорного гербовника.
Серед полків, які отримали герби був і Єлецький полк. Герб полку виглядав як: олень червоний на білому полі, над ним зелена ялина. Слід зауважити, що такого ж вигляду має і герб російського міста Єлець.

### Нагрудний знак 1912 року
15 (28) травня 1912 року, для полку було започатковано нагрудний знак у вигляді золотого Георгіївського хреста, на колі якого рельєфні поєднані вензеля Катерини II та Олександра II, навколо яких ювілейні дати — «1763» та «1863».

## Шефи полку
Шефи або почесні командири:
- 22.11.1796 — 01.02.1798 — генерал від інфантерії, маркіз Ламберт Генріх-Йосиф;
- 02.02.1798 — 15.10.1799 — генерал-майор Вадковський Іван Єгорович;
- 15.10.1799 — 30.10.1799 — генерал-майор де Жерве Карл Єремійович;
- 30.10.1799 — 04.07.1800 — генерал-майор Вітовтов Олександр Іванович;
- 04.07.1800 — 25.01.1804 — генерал-майор Юхимович Матвій Миколайович;
- 30.01.1804 — 01.09.1814 — генерал-майор (з 12.12.1807 р. — генерал-лейтенант) Сукін Олександр Якович.

## Командири полку
- 01.01.1795 — 02.11.1797 — полковник Дохтуров Дмитро Сергійович;
- 02.11.1797 — 29.11.1797 — полковник Бороздін Михайло Михайлович;
- 10.07.1798 — 30.10.1799 — підполковник (від 07.09.1798 р. — полковник, від 28.10.1799 р. — генерал-майор) Вітовтов Олександр Іванович;
- 04.06.1800 — 28.09.1803 — полковник Варник Лаврентій Лаврентійович;
- 23.10.1803 — 23.06.1806 — полковник Еріксон Іван Матвійович;
- 15.03.1809 — 18.02.1818 — підполковник (від 01.06.1815 р. — полковник) Тургенєв Лев Антипович;
- 18.02.1818 — 29.04.1823 — полковник Насєкін Федір Львович[8];
- 29.04.1823 — 01.04.1827 — підполковник Ейлер Павло Христофорович;
- 07.09.1828 — 28.01.1831 — підполковник (пізніше — полковник) Мічурін Трохим Іванович;
- 28.01.1831 — 02.05.1831 — підполковник Панов 2-й[9];
- 20.05.1831 — 24.04.1839 — підполковник (від 18.06.1831 р. — полковник, від 28.01.1833 р. — флігель-ад'ютант, від 26.03.1839 — генерал-майор) Ліпранді Павло Петрович;
- 25.05.1839 — 02.08.1839 — полковник Кононов Василь Іванович[10];
- 07.08.1839 — 11.04.1848 — полковник (від 06.12.1846 р. — генерал-майор) Енгельгард Микола Федорович;
- 11.04.1848 — 16.07.1855 — полковник (від 27.03.1855 р. — генерал-майор) Бальц Карл Готлібович;
- хх.хх.1855 — хх.хх.1864 — підполковник (від 18.03.1856 р. — полковник) Богданович Федір Євстафійович[11];
- хх.хх.1864 — хх.хх.1864 — полковник Феоктистов Володимир Христофорович;
- хх.хх.1864 — хх.хх.1867 — полковник Буковський Геліодор Людвігович;
- хх.хх.1867 — хх.хх.1876 — полковник барон Клодт фон Юргенсбург, Адольф Якович;
- хх.хх.1876 — хх.хх.1878 — полковник Громан Сильвестр Густавович;
- 08.12.1878 — хх.хх.1891 — полковник Лактаєв Петро Дмитрович;
- 19.09.1891 — 05.11.1896 — полковник Лундеквіст Яльмар Федорович;
- 11.11.1896 — 08.02.1898 — полковник Черницький Семен Григорович;
- 04.03.1898 — 09.07.1901 — полковник Сухомлинов Михайло Олексійович;
- 27.07.1901 — 25.05.1904 — полковник Свидзинський Діонісій-Антон Фердинандович;
- 25.05.1904 — 18.12.1904 — полковник Порай-Кошиць Євген Олександрович;
- 18.12.1904 — 04.07.1906 — полковник Волчановський Іван Якович;
- 04.07.1906 — 28.02.1911 — полковник Толочко Павло Устинович;
- 03.03.1911 — 15.04.1915 — полковник (від 12.12.1914 генерал-майор) Щедрін Костянтин Федорович;
- 16.04.1915 — 29.11.1916 — полковник Купчинський Микола Миколайович;
- 15.12.1916 — 20.04.1917 — полковник Ржондковський Іван Войцехович;
- 07.05.1917 — хх.хх.хххх — полковник барон Гревеніц Олександр Миколайович.

## Відомі люди, які служили в полку
- Любченко Панас Петрович (1897 — 1937) — український радянський партійний та державний діяч, відіграв керівну роль у колективізації та кооперації в Українській СРР.
- Никонів Наум Архипович (1873—1925) — генерал-хорунжий Армії УНР.
- Симановський Василь Лаврович (1871—1918) — підполковник Російської імператорської армії (з 1917 року — полковник), учасник Першої світової війни і Білого руху на Півдні Росії та в Україні, один з найближчих соратників Лавра Корнілова, першопохідник, командир одного з перших загонів Добровольчої армії — загону полковника Симановського.